# Heinrich Brentrup
Heinrich Brentrup (* 2. Dezember 1919; † 12. Januar 1992 in Nordkirchen) war ein deutscher Rechts- und Staatswissenschaftler. Er war von 1960 bis 1983 Direktor des nordrhein-westfälischen Landtags.
Bevor Brentrup Landtagsdirektor wurde, arbeitete er zunächst als Richter beim Landgericht Paderborn, dann in der Landeskulturverwaltung und wechselte dann in die Ministralverwaltung als persönlicher Referent von drei Ministern in das Ministerium für Ernährung, Landwirtschaft und Forsten. Vom 1. Januar 1960, in der Amtszeit des Landtagspräsidenten Wilhelm Johnen, bis zu seinem beginnenden Ruhestand am 30. Juni 1983 führte er als Landtagsdirektor administrativ den Landtag. Die Parlamentsreform in Nordrhein-Westfalen in den 1970er Jahren begleitete er aktiv mit. Sein Nachfolger als Landtagsdirektor wurde Heinrich Große-Sender.

## Auszeichnungen
1974 wurde er als Ministerialdirigent zum Universitätsrat der Universität Düsseldorf ernannt. Für seine Verdienste wurde er vom Landtagspräsident Wilhelm Lenz mit der Goldenen Medaille des Landtags ausgezeichnet.